# B.P. Empire
 (mars 2023).
Si vous disposez d'ouvrages ou d'articles de référence ou si vous connaissez des sites web de qualité traitant du thème abordé ici, merci de compléter l'article en donnant les références utiles à sa vérifiabilité et en les liant à la section « Notes et références ».
Albums de Infected Mushroom
Classical Mushroom
(2000) Converting Vegetarians
(2003)
B.P.Empire est un album de trance psychédélique du groupe Infected Mushroom sortit le 1er mars 2001.

## Titres
1. "Never Ever Land" – 7:47
2. "Unbalanced (Baby Killer Remix)" – 7:16
3. "Spaniard" – 7:38
4. "B.P. Empire" – 7:26
5. "Funchameleon" – 6:55
6. "Tasty Mushroom" – 6:56
7. "Noise Maker" – 7:39
8. "P.G.M. (Prehistoric Goa Mood)" – 7:22
9. "Dancing with Kadafi" – 10:23